# Sandrine François
Sandrine François (Parigi, dicembre 1980) è una cantante francese.
Ha rappresentato la Francia all'Eurovision Song Contest 2002.

## Biografia
Sandrine François ha fatto il suo debutto televisivo nella puntata del 31 maggio 1999 del programma La Vie à l'endroit, a tema musicale e intitolata La Gloire en chansons, trasmesso su France 2 e condotto da Mireille Dumas.
France 3 l'ha selezionata internamente come rappresentante francese all'Eurovision Song Contest 2002 con la canzone Il faut du temps (je me battrai pour ça). Al contest ha totalizzato 104 punti, arrivando 5ª su 24 partecipanti. È risultata la favorita dal pubblico finlandese e la seconda più televotata in Belgio, Israele, Regno Unito e Svizzera. Il brano ha inoltre vinto il primo premio della stampa Marcel Bezençon.
Il singolo ha raggiunto il 24º posto nella classifica francese e il 32º in quella della regione francofona del Belgio, la Vallonia, e ha anticipato l'uscita dell'album di debutto Et si le monde... a maggio 2002, che ha raggiunto la 42ª posizione in classifica. Un secondo e ultimo singolo estratto dal disco, Celui de trop (je ne dirai pais je t'aime), è stato diffuso a dicembre 2002 e si è piazzato 59º in classifica. Sandrine François ha inoltre fatto da corista a Céline Dion per alcune tracce dell'album D'elles, uscito nel 2007.

## Discografia

### Album
- 2002 – Et si le monde...

### Singoli
- 2002 – Il faut du temps (je me battrai pour ça)
- 2002 – Celui de trop (je ne dirai pais je t'aime)